# 트위터 검열
트위터 검열은 트위터에 대한 액세스를 차단하는 정부의 인터넷 검열을 말한다.

## 정부 요청에 따른 검열
2012년 1월 26일 트위터가 '국가별 차단' 정책을 시행하겠다고 밝히면서 '표현의 자유' 보장에 대한 논란이 불거졌다. 국경 없는 기자회(RSF)는 잭 도시 트위터 공동 창업자에게 항의서한을 통해 "트위터가 억압받는 나라의 반체제 인사들에게 매우 중요한 도구를 박탈했다"고 항의했다. 발표 이후 국내외 트위터 이용자들은 "트위터가 배신했다"는 비판적인 목소리를 높였다. 반대로 트위터의 이같은 정책이 오히려 '표현의 자유'를 지킬 수 있다는 목소리도 나온다. 트위터는 "해당 국가가 법에 따라 요청을 하면 이를 받아들일 수 있다는 것"이라며 "또한 이를 무분별한 검열 반대 웹사이트인 '칠링이펙트(Chillingeffects.org)'에 이 사실을 공개해 오히려 투명해졌다"고 해명했다.

### 대한민국
2010년에 전 소녀시대 멤버였던 제시카가 당시 멤버 9명 중 미니홈피나 블로그 등을 하는 사람이 한 명도 없던 중에 10월 13일, 제시카가 처음으로 자신의 트위터 계정을 개설하였다. 이런 사정으로 인해 시작부터 대중들에게 많은 관심을 불러모았으나 그만큼 안티 팬들에게 집중 공격을 받았다. 특히 안티 팬들 중 조직적으로 그녀의 트위터 계정을 스팸으로 등록시켜 버린 일당으로 인해 결국 계정 시작 3일 만에 트위터 시스템으로부터 정지를 당했다. 이것은 그 안티 팬 일당이 트위터 이용 규정상 대량 스팸 신고가 접수되면 계정이 자동으로 정지되는 것을 악용한 것이다.
같은 해에는 대한민국의 정부가 조선민주주의인민공화국의 조국평화통일위원회에서 운영하는 트위터 계정을 차단하여 이에 대한 논란이 일기도 했다.
2011년에는 대한민국 방송통신심의위원회에서 '2MB18nomA'라는 개인 아이디가 트위터가 욕설을 담은 '유해정보'라고 접속 차단해 비판을 받았다. 중앙선거관리위원회는 해당 아이디 사용자를 선거법 위반으로 고발했다. 그가 트위터에 “내년 총선에서 심판하자”고 쓴 글이 사전선거운동에 해당한다는 것이다. 차단조치 덕택에 그 '욕설 트위터'는 전국적으로 유명세를 탔다.
2012년에는 사진가 박정근이 자신의 트위터에서 북조선의 대남 선전선동매체인 '우리민족끼리' 트위터 계정의 트윗을 리트윗했다는 이유로 1월 구속되었다. 그는 조사를 받는 동안 사진관을 열지 못해 수입이 뚝 떨어졌고, 압수수색을 받은 이후 자기 방에서 잠을 잘 수가 없어 신경정신과 약물치료를 받기도 했다고 밝혔다.
같은 이유인 ‘우리민족끼리’를 리트윗했다는 이유로, 권용석 역시 '국가보안법상 찬양 고무죄'라는 명목으로 경찰 수사를 받았다.

## 정부의 트위터 차단

### 조선민주주의인민공화국
2016년 4월 조선민주주의인민공화국은 "온라인 정보"의 확산에 대한 우려를 강조하면서 트위터를 차단하기 시작했다. 조선민주주의인민공화국 정부의 특별 허가를 받아도 외국인 방문객과 같이 접근하려는 사람은 처벌을 받는다.

## 같이 보기
- 브라질의 트위터 차단